# Lista över politiska partier i Skottland
Ett flertal politiska partier i Skottland har historiskt deltagit i val till det skotska parlamentet. Det senaste valet genomfördes i maj 2021, då fem olika partier fick platser i parlamentet.

## Skotska parlamentspartier
Följande partier är representerade i det Skotska parlamentet:
- Scottish National Party (SNP) - 63 ledamöter
- Scottish Labour Party - 22 ledamöter
- Scottish Conservative and Unionist Party - 31 ledamöter
- Scottish Liberal Democrats - 4 ledamöter
- Scottish Green Party - 7 ledamöter
- Alba Party - 1 ledamot
- Oberoende - 1 ledamot

## Andra politiska partier som har ställit upp i skotska val
Partier utan ledamöter i parlamentet:
- British National Party (BNP)
- Communist Party of Britain
- Communist Party of Scotland
- Free Scotland Party
- Left Alliance
- Legalise Cannabis Alliance
- Liberal Party
- New Party
- Operation Christian Vote
- Pensioners Party Scotland
- ProLife Party
- Protect Rural Scotland Party
- Publicans Party
- Pride in Paisley Party
- Scottish Enterprise Party
- Scottish Freedom Party
- Scottish Freedom Referendum Party
- Scottish Independence Party
- Scottish Socialist Party
- Scottish Senior Citizens Unity Party
- Scottish Unionist Party
- Socialist Labour Party
- United Kingdom Independence Party Scotland (UKIP)

## Källförteckning
1. ↑  ”Scottish Parliament election 2016 results - BBC News” (på brittisk engelska). www.bbc.com. https://www.bbc.com/news/election/2016/scotland/results. Läst 1 juni 2024.
2. ↑  ”Current party balance” (på engelska). www.parliament.scot. https://www.parliament.scot/msps/current-party-balance. Läst 1 juni 2024.